# Ayşe Erzan
Ayşe Erzan (nacida en 1949) es una física teórica turca. 

## Biografía
Ayşe Erzan nació en 1949 en Ankara. Tras realizar estudios secundarios en Estambul, asistió al Bryn Mawr College en los Estados Unidos y obtuvo su licenciatura en 1970.  Recibió un doctorado en física de la universidad de Stony Brook, Nueva York,  Long Island en 1976.

## Carrera
Regresó a Ankara y pasó un año en la Universidad Técnica de Medio Oriente como miembro del departamento de física. Se unió a la Universidad Técnica de Estambul en 1977. Durante ese tiempo estuvo involucrada en los movimientos de mujeres y paz. Tras el golpe de Estado turco de 1980, abandonó el país. De 1981 a 1990, trabajó y enseñó en varias instituciones de investigación y universidades. De 1981 a 1982 trabajó en el Departamento de Física Teórica de la Universidad de Ginebra. De 1982 a 1985 fue profesora asistente visitante en la Universidad de Oporto en Portugal.  Luego fue becaria Alexander von Humboldt en el Departamento de Física Teórica de la Universidad de Marburg desde 1985 hasta 1987. Desde 1987 hasta 1990, trabajó como investigadora científica en la Universidad de Gronigen. Fue brevemente investigadora en el Centro Internacional de Física Teórica en Trieste antes de regresar a la Universidad Técnica de Estambul en 1990. También continuó la investigación en el Instituto Feza Gürsey.

## Premios y honores
Se convirtió en asociada de la Academia de Ciencias de Turquía en 1995 y se le otorgó la membresía plena en 1997.  Recibió el premio de ciencia TÜBİTAK (Consejo de Investigación Científica y Tecnológica de Turquía) ese mismo año. Recibió un Premio L'Oréal-UNESCO a Mujeres en la Ciencia en 2003 y el Premio Rammal en 2009.  Es miembro de la Academia Mundial de Ciencias y forma parte del consejo editorial de Journal of Statistical Physics y European Physical Journal B.